# Hideki Matsutake
Hideki Matsutake (松武秀樹, Matsuke Hideki), né le 12 août 1951 à Yokohama est un auteur-compositeur, arrangeur musical et informaticien japonais. Il est notamment connu pour être un pionnier de la musique électronique et notamment de la programmation musicale en tant qu'assistant d'Isao Tomita dans les années 1970 puis en tant que "quatrième membre"  du groupe de musique Yellow Magic Orchestra de la fin des années 1970 au début des années 1980.

## Biographie
C'est à 19 ans que Matsutake découvre la musique électronique lors de l'Exposition Universelle de 1970 à Osaka par l'écoute de l'album de Wendy Carlos' Switched-On Bach dans un magasin de musique. Il décide de devenir musicien professionnel en devenant l'assistant du musicien Isao Tomita ce qui lui permet d'utiliser pour la première fois un des rare synthétiseur Moog III-P existant au japon.
En 1972 il fait l'acquistion d'un Mog III-C et en 1974 il fonde sa propre compagnie nommée Musical Advertising Corporation et devient assistant pour des artistes intéressé par ce nouveau style de musique comme Yoshitaka Minami ou Akiko Yano pour l'album Irohani-Konpeitou. En 1977, il participe à un album de reprise de tubes au synthétiseur nommé Discotheque Fantasy avant de se retrouver en 1978 dans l'équipe de production du premier album de Ryuichi Sakamoto Thousand Knives. De 1978 à 1982, Matsutake devient le programmateur musical de Yellow Magic Orchestra, le groupe de Sakamoto, Haruomi Hosono and Yukihiro Takahashi et est surnommé le "quatrième membre" du groupe jusqu'à leur séparation en 1983.
À cette époque, il effectue aussi des travaux de séquençage informatique pour de nombreux albums de technopop d'artistes japonais du début des années 1980 ainsi que pour l'album Chameleon du groupe The Ventures. La même année il est aussi chargé de la bande originale de la série de sentai Denshi Sentai Denziman.
En 1981, Matsutake fonde son propre groupe nommé Logic System avec Makoto Irie et effectue plusieurs tournée à travers différents pays d'Asie. La formation sortira dix albums jusqu'en 2020. Il est aussi membre du groupe de reprise Akihabara Electric Circus, avec Jun Irie et Takashi Matsumoto, dont le but est de reprendre au synthétiseur des musique de licence différentes comme par exemple Super Mario Bros 3 pour l'album Super Mario Bros. 3: Akihabara Electric Circus en 1988. 
Après avoir été arrangeur de synthé pour le groupe de reprise de jazz-rock 桃姫Band, il forme avec Jinsei Tsuji en 1993 l'éphémère groupe Beat Music le temps d'un album et en 1997 il participe avec le collectif With You, à un disque caritatif destiné à trouver des fonds pour aider les sinistrés du séisme de 1995 à Kobe. Il forme aussi deux autres groupes, le Kihara Satomi with Radio Heart en 1996 avec Satomi Kihara et Hiroyuki Eto, et Purple Project en 2000 avec Chojuro Kondo et Masashi Komatsubara.
Matsutake compose aussi de la musique de jeu vidéo que ce soit au sein groupe MONOLITH, responsable de la musique des jeux Dragon Ball entre le début des années 1990 et les années 2000, ou avec Nazo Suzuki, en 1996, pour le jeu Guardian Heroes.

## Discographie

### Albums solo
- 1977 - The Fantasia "The Invitation To The Stars"
- 1978 - Space Fantasy
- 1983 -  眠れる夜 - Midnight-hen
- 2004 - Sequential Work

### Groupes

#### Oriental Mechanic Band
- 1977 - Discotheque Fantasy

#### Logic System
| Titre de l'album                       | Date de publication | Label       | Liste des titres |
| -------------------------------------- | ------------------- | ----------- | --- |
| Logic (12″-LP)                         | 5 juin 1981         | Express     | 1. Intro 0:40 2. Unit 4:50 3. Domino Dance 4:15 4. Convulsion of Nature 3:01 5. XY? 4:16 6. Talk Back 4:14 7. Clash (Chinjyu of Sun) 4:17 8. Person To Person 4:18 9. Logic 4:15 |
| Venus (12″-LP)                         | 21 décembre 1981    | Express     | 1. Venus 4:59 2. Morpheus 3:05 3. I Love You 4:42 4. Plan 3:00 5. Take a Chance 4:29 6. Automatic Collect, Automatic Correct 5:23 7. Be Yourself 5:02 8. Prophet 5:03 9. Metamorphism 4:06 10. Equivalent 0:33 |
| Orient Express (12″-LP)                | 1er octobre 1982    | Express     | 1. Overture 0:48 2. Orient Express 4:13 3. Simoon 4:14 4. Armistice 4:32 5. In a Persian Market 5:46 6. Karelia 2:47 7. Wagons-Lits 4:03 8. Sofia 4:21 9. Classical Gas 3:50 10. Georges Nagelmackers 4:30 |
| To Gen Kyo (12″-LP)                    | 1991                | Alfa        | 1. Rydeen 4:43 2. Asian Woman 7:08 3. Sogenno Tobira 4:00 4. Let's Take A Coffee 5:32 5. Shanghai Tsukiyo 5:01 6. Mythological Falls 4:45 7. One Note Samba 4:57 8. La Femme Chinoise 4:16 9. Gekka Bijin 4:18 10. Shin Nihon Kikoh 2:45 11. Let's Take A Coffee (Extended Version 7:21 |
| Space Polyphony (CD)                   | 21 septembre 1992   | Alfa        | 1. Man-Yoh Densetsu 2. Symmetry Dance 3. Mongolian Rhapsody 4. Shiroi Irowa Kobitono Iro 5. 3.33 • • • 6. Usu-Beni-Roman 7. Views & Visitor 8. Voyager 9. Merry Christmas Mr. Lawrence 10. Hana |
| Impressive Express Vol.1 (CD)          | 21 mars 1993        | Alfa        | 1. Kandoh Express Opening Theme 0:21 2. The Boy's Dream (Main Theme) 3:00 3. Little Nomads (Crossing The Peak) 4:03 4. Winds Of A Pilgrim (The Mountain Of Gods) 3:21 5. The Salt Road 2:38 6. Along The Karnali River 2:50 7. At The Border Market 3:35 8. Autumn In The Humla Valley 3:09 9. Green Paradis 3:27 10. India Of Spiritual Revival (Main Theme) 2:27 11. Sacred Waters Of The River Ganges 2:27 12. Valley Of The Flowers 2:54 13. Mother Earth 2:39 14. Road Into The Distance 2:17 15. Ponboore (Prayers For Shiva) 2:13 16. Meditation 2:06 |
| Mystery of Life (CD)                   | 21 novembre 1993    | Alfa        | 1. Mystery Of Life 2. Direction 3. Tomi To Eika 4. Ancient City Of Sigiriya 5. Kurenai No Umi 6. Elephant Parade 7. Southern Island 8. Lines On The Snow 9. Kanashimi No Trap 10. Mother Nature 11. Diamond Dust 12. Aurora |
| Patch Work [Inédits 1983–1990] (CD)    | 2003                | Bridge Inc. | 1. The Air 4:56 2. Northern Lights 4:50 3. Additional Text 2:46 4. Kaleidoscope 4:06 5. Progress 3:05 6. Take Pine 3:44 7. Traffic Circuit 3:51 8. Urban Night 3:09 9. Metamorphosis 14:17 |
| History of Logic System - Best of (CD) | 28 mai 2003         | Express     | 1. Intro 2. Domino Dance 3. Convulsion of Nature 4. Talk Back 5. Person To Person 6. Logic 7. Morpheus 8. Plan 9. Automatic Collect, Automatic Correct 10. Prophet 11. Equivalent 12. Overture 13. Orient Express 14. Simoon 15. Wagon-Lits 16. Sofia 17. Georges Nagelmackers 18. Ano subarashii ai o moo ichido (Neuaufnahme) 19. Min-yo(ru)-hitsuji (Neuaufnahme) |
| Everything is in the Nature (CD)       | 2003                | Bridge Inc. | 1. Glory 3:49 2. Futur-ism 3:55 3. Je Suis une Fleur 5:24 4. Domino Dance 2:48 5. All I Want Is You 3:01 6. Progress 4:31 7. LightI In Eyes 3:06 8. Sayo - Salla (Everything Is In The Nature) 4:32 9. Automatic Collect, Automatic Correct 3:47 10. The Deep Sea 4:05 11. Musik = Airport 2:51 12. Illusion 3:58 13. Nature (Beat Musik) 6:08 14. Air On A G String (Tribute To Dr. Moog) 2:59 15. All I Want Is You (Re-Mix) 3:31 |
| Tansu Matrix (CD)                      | 2008                | Brige Inc.  | 1. Turning Point - Epilogue 2. Hypnotize 3. Wandering On The Road 4. Digiphone 5. 桜繚乱 6. Thousand Knives 7. Sweet Memories 8. Nenkororo (MOSH) 9. Left-Handed Woman 10. Love 11. Y.M.C.A. 12. A Long Cool Rain 13. Go!! Rise!! Cow!! 14. Land of 1000 Dances 15. Some Enchanted Evening 16. Turning Point - Prologue |
| Electric Carnaval 1982 (CD)            | 2010                | Bridge Inc. | 1. Overture 0:51 2. Orient Express 6:43 3. MC1 1:28 4. Sunshine Of Your Love - Armistice 9:06 5. MC2 0:54 6. OTAKEBI 3:29 7. Wagon-Lits 3:57 8. Prophet 5:03 9. MC3 1:01 10. Karelia 2:50 |
| Technasma (CD)                         | 2020                | pinewaves   | 1. Overture 2:38 2. Crisis 3:33 3. Time Seeds 5:26 4. Mondrian's Square 4:18 5. Closing//Glassworks 5:22 6. Golden Ratio 5:03 7. Aqua Aura 2:56 8. 妖踊 5:05 9. Contact 5:15 10. Revive 5:21 |

#### Akihabara Electric Circus
- 1988 - Super Mario Bros 3 : Akihabara Electric Circus
- 1988 - Toy Music : Dancing Super Mario Brothers
- 1989 - Air=Con
- 1990 - TV
- 1990 - Toy Music 2 : Fire Emblem

#### 桃姫Band
- 1992 - Uijin = 初陣

#### MONOLITH
- 1990 - Dragon Ball Z Hit Song Collection V ~Hikari no Tabi~
- 1991 - Dragon Ball Z Hit Song Collection VI ~Battle Point Unlimited
- 1991 - Dragon Ball Z Hit Song Collection 7 ~The Journey Of The 7 Balls
- 1992 - Dragon Ball Z Hit Song Collection 10 ~Virtual Triangle~
- 1992 - Dragon Ball Z Hit Song Collection 11 ~"Senshi to Toki" no Heya~
- 1992 - Dragon Ball Z Hit Song Collection 13 ~BATTLE & HOPE~
- 1993 - Twinkle Little Star
- 1998 - Dragon'98 Special Live By "Monolith"

#### Beat Music
- 1993 - 抜本的政治改革

#### Purple Project
- 2000 - Contrast Edo-II

### Collaborations
- 1976 - Pop Memories On Moog III (avec Tsuneaki Tone)
- 1977 - Edo (coécrit avec Chojuro Imafuj et Masashi Komatsubara)
- 1978 - Sonic Syncopation (avec Oriental Mechanic Band)
- 1979 - 007 Digital Moon (avec K.I. Capsule)
- 1995 - Guru Guru - Kita Kita Orchestra in Yonaoshi (avec Masashi Komatsubara)
- 1995 - Magical Circle Guru Guru - A Festival of a Gimina Village (avec TOo'S)
- 1998 - Silhouette Mirage (avec Nazo² Unit, Nazo² Suzuki et Jun Irie)
- 2020 - Sound Adventure Act III (avec Hiroki Inui, Fly Friends, Tan Tan)